# Rasser und Vadi

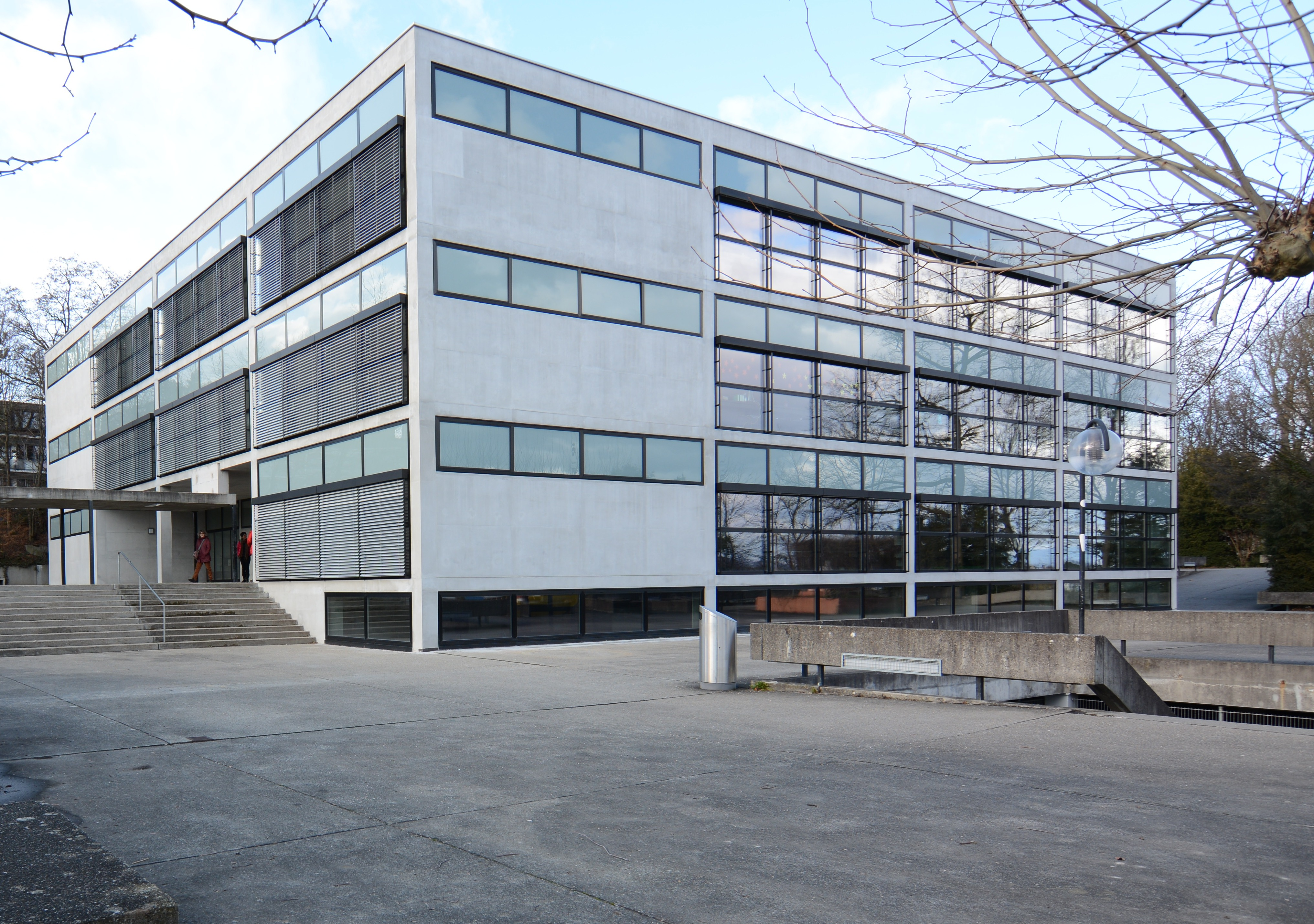
Schulhaus Spiegelfeld, Progymnasium Binningen 1965

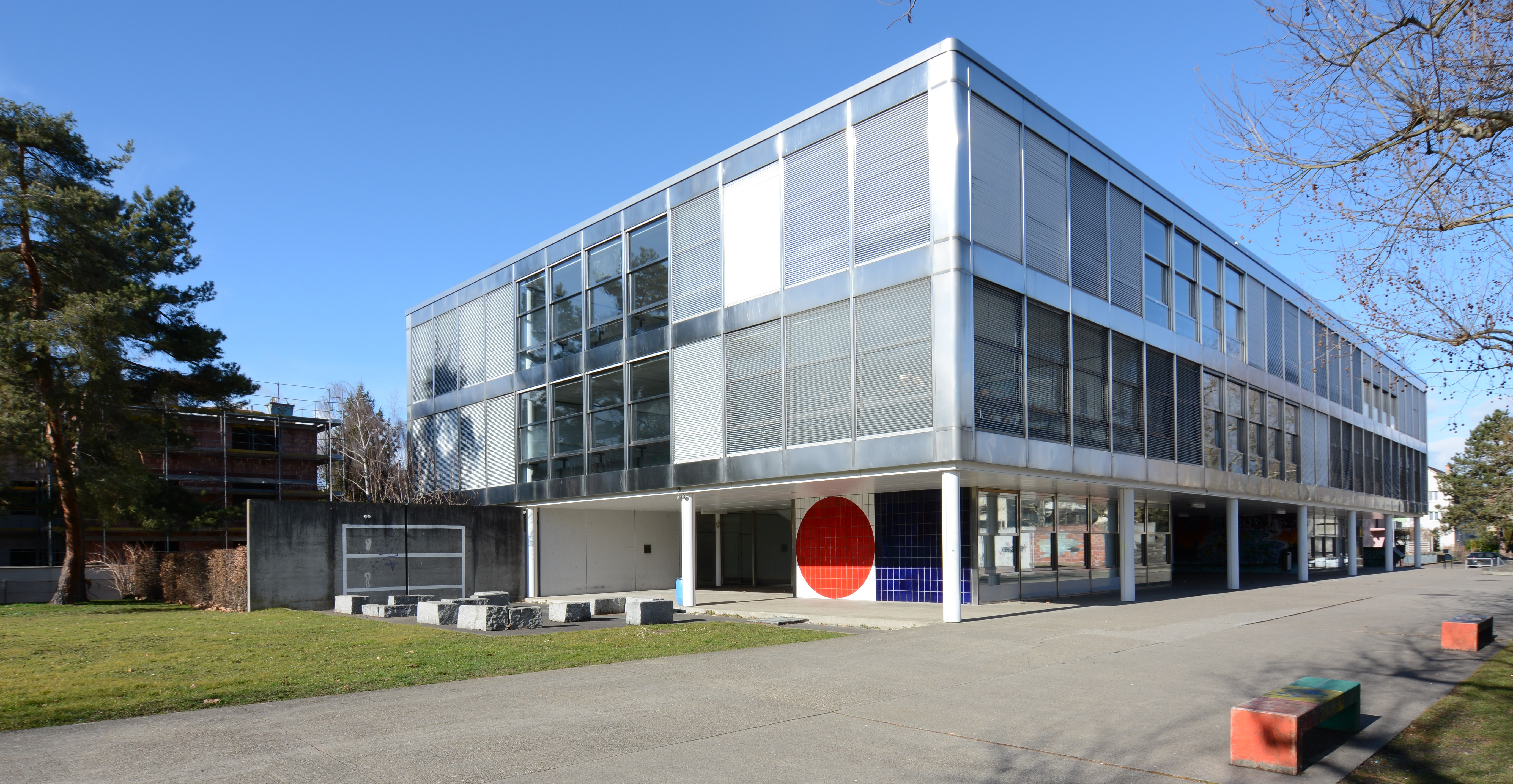
Realschule Breite, Allschwil 1969

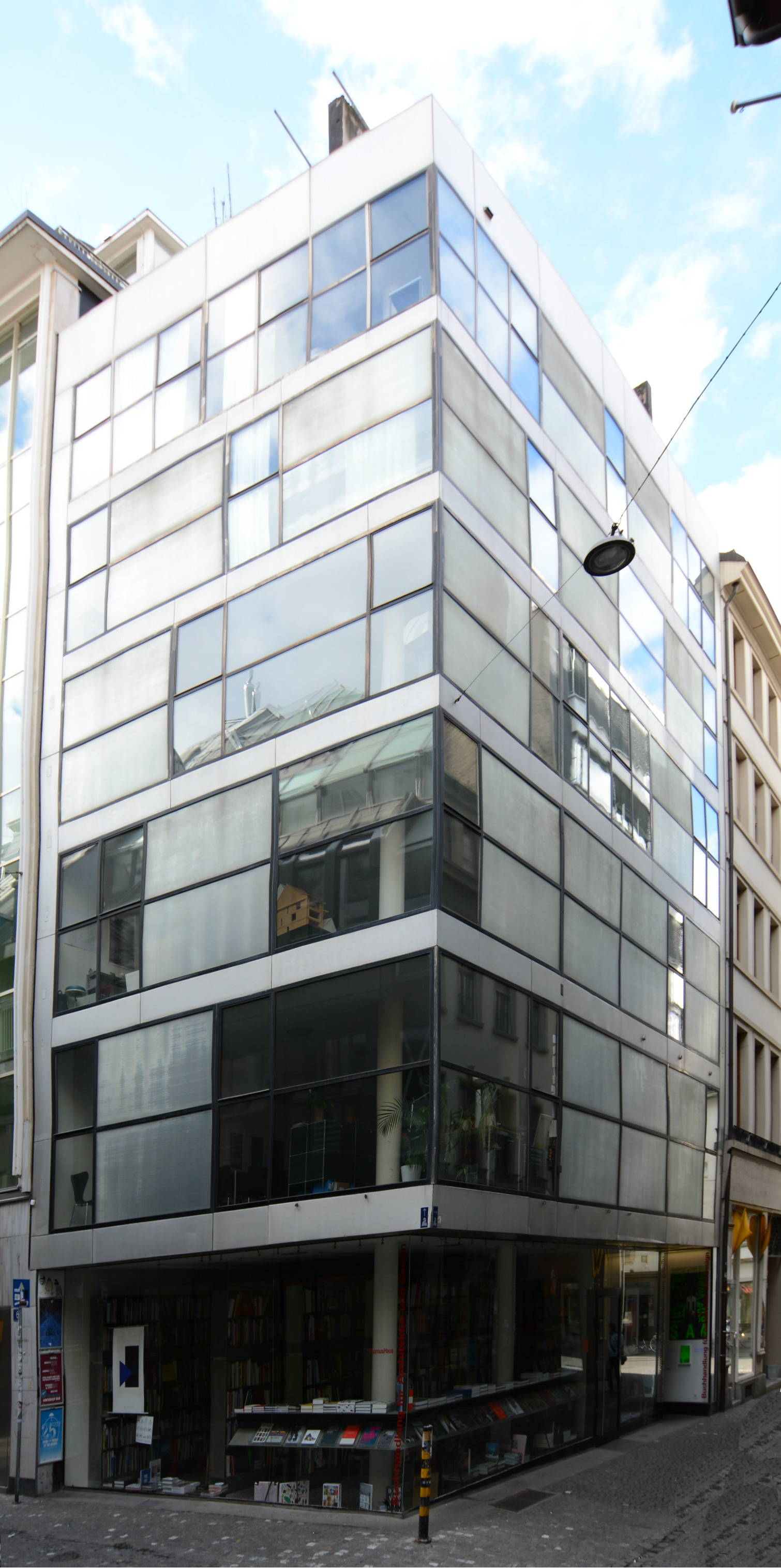
Domus-Haus, später Architekturmuseum Basel, 1959

Rasser und Vadi waren Architekten, die in Basel ab 1951 ein Architekturbüro führten und über einen Zeitraum der folgenden knapp zwei Jahrzehnte ein fachlich beachtetes Werk schufen.

## Max Rasser
Max Rasser (* 7. April 1914 in Basel; † 2000) absolvierte nach Zimmerei- und Maurerpraktikum eine Berufslehre als Hochbauzeichner. 1933 bis 1937 studierte er dann an der Baugewerkschule Stuttgart Architektur. Anstellungen erhielt er bei Heinrich Henes in Stuttgart und bei Bräuning, Leu, Dürig, bei Willi Kehlstadt sowie bei Rudolf Christ in Basel. Während des Zweiten Weltkriegs erhielt er als Angestellter bei Kehlstadt Kriegsdispension wegen wichtiger Bundesbauten in Bern. 1947 eröffnete er in Basel sein eigenes Büro.

## Tibère Vadi
Tibère Vadi (* 5. August 1923 in Basel; † 20. Juli 1983 ebenda) war der Sohn eines Architekten und Basler Beamten. Er absolvierte zunächst eine Bauzeichnerlehre bei Bräuning, Leu, Dürig. Dort arbeitete er an der Planung des Basler Bürgerspitals. Anschliessend ging er für zwei Jahre nach Zug zu Alois Stadler, später zog er weiter nach Zürich, wo er insgesamt fünf Jahre lebte und bei Eberhard Eidenbenz und bei Weideli und Müggler arbeitete. Dort war er auch Fachhörer an der ETH Zürich. 1949 war er in Paris, wo er Kurse an der Sorbonne besuchte. Mit einem Wettbewerbsgewinn für die Erweiterung einer Schulanlage suchte er sich einen erfahreneren Partner, Max Rasser, den er einige Jahre zuvor im Büro von Bräuning, Leu, Dürig kennengelernt hatte.

## Büropartnerschaft und Werk
Mit diesem Auftrag, den Tibère Vadi für das Niederholzschulhaus in Basel-Riehen erhalten hatte und mit Wohnhäusern am Spalenring, mit denen Max Rasser beauftragt worden war, begann 1952 eine Partnerschaft, die bis zum Tode Vadis 1984 andauerte, in deren Verlauf sie manche Auseinandersetzung mit Behörden zu meistern hatten, wie ein Artikel über ein allzu modernes Einfamilienhaus aus der Frühzeit dokumentiert. Dabei wird Vadi im Nachruf als nicht zimperlicher Mensch beschrieben, der von seiner Planung und den Planungsbeteiligten viel abverlangte und der die Entwürfe bis in die letzte Konsequenz durchsetzte. Rasser sorgte im Büro für die Konstruktion und die Wirtschaftlichkeit.
Fachliche Anerkennung fand ihr Einfamilienhaus am Hang über Dornach, einer Komposition zweier über Eck gesetzter Baukörper. 1953 gewannen Vadi und Rasser den Wettbewerb für das nach dem Eglisee-Bad von 1932 zweite Freibad der Stadt, das Gartenbad St. Jakob. In der Jury dieses Wettbewerbes war der damals noch für sein Freibad Letzigraben bekannte Max Frisch gesessen. 1955 wurde das «modernste, gleichzeitig aber auch grösste» Freibad der Schweiz eröffnet (National-Zeitung, 8. Juli 1955). In einer Rückblende eine halbe Generation später reflektiert Vadi über die Architektursprache, die, von der konkreten Kunst beeinflusst, als Zusammenspiel im Raum stehender Flächen begriffen wurde denn als Komposition volumetrischer Körper. Bestandteil der Architektur war zudem die durchgängig sorgfältige Beschriftung der Anlage, ein Werk des Typografen Armin Hofmann.
Frühe Erfolge erreichte das Büro mit den Aufträgen für den Basler Zoo, das Raubtierhaus und das Nashornhaus. Das Büro wurde daraufhin zu Beratertätigkeiten anderer Zoologischer Gärten herangezogen und baute in den 1960er Jahren die Grossanlage für Elefanten und Raubtiere für die Wilhelma in Stuttgart.
Mittlerweile wieder zugunsten eines Kinderspitals abgebrochen ist ihr einziger Beitrag zum Krankenhausbau, eine Erweiterung und Aufstockung des Frauenspitals des Universitätsklinikums Basel von 1958.
Einen starken Akzent setzte das Büro in Basels mittelalterlicher Innenstadt mit dem Geschäftshaus Domus. Das Gebäude, das später zum ersten Architekturmuseum der Schweiz wurde, zeigte mit seiner in Reinform ausgeprägten Curtain Wall, die sich fast profillos um die Strassenecke herumzieht, exemplarisch Ideen Le Corbusiers des Neuen Bauens wie dessen Domino-Prinzip und Proportionen aus dem Modulor. Martin Steinmann nennt das Haus, das 1994 von Diener und Diener restauriert wurde, in seinem Aufsatz über Form und Dauer «gewissermassen durchsichtig»: Es sei zeitlos in einem Loos’schen Sinne.
Währenddessen plante das Büro weiterhin Schulen, die aus Wettbewerbsgewinnen hervorgegangen waren, wie das Schulhaus Bottmingen, ein zweigeschossiger, um eine Pausenhalle herum konzipierter Bau. Die Pausenhalle wurde dann im Progymnasium Binningen zum grossen, zentralen Ort des kubischen Baukörpers, ein mit Treppen erschlossenes Atrium, um das herum sich die Klassenzimmer anordnen. Der Grundriss setzt auf einem genauen Quadrat auf, das in vier mal vier Felder geteilt ist. Daraus ergeben sich auch in der Fassade gleichartige, 8,44 m × 3,20 m grosse Felder. Die Stirnflächen der eckseitigen Klassen sind mit Sichtbeton geschlossen, während der Rest komplett verglast ist. Ein Oberlichtband geht in jedem Geschoss um das ganze Gebäude und setzt sich auch in den Innenwänden fort. Vier Jahre später entstand die Realschule in Allschwil, dessen Hauptbaukörper aus Glas und Edelstahl als Metallkiste auf einem zurückspringenden Sockel aufsitzt. Diese technoide Anmutung setzt sich auch im eingeschossigen Nebenbau fort. Die nötige Exaktheit des Baukörpers und Wirtschaftlichkeit sollte durch Präfabrikation erreicht werden. Die Geschlossenheit der Gestaltung, die so erreicht werden sollte, ging bis zum eigens für die Schule entworfenen Schulmobiliar.

## Werk (in Auswahl)
- Schulhaus Niederholz (heute Hebelschulhaus), Riehen 1953
- Mehrfamilienhaus, Spalenring/Nonnenweg, Basel 1953–54
- Haus Sulzer, Riehen, 1953–1956[17]
- Kindergarten Niederholz, Riehen 1954
- Gartenbad St. Jakob, Basel 1955
- Raubtierhaus, Zoo Basel 1955–56
- Nashornhaus, Zoo Basel 1957–59
- Frauenspital, Erweiterung und Aufstockung, Basel 1958 (2011 abgerissen)
- Domus, Geschäftshaus, Pfluggässlein, Basel 1958–59
- Ladengebäude mit Wohnungen, Allgemeiner Consumverein (ACV), Rennweg, Gellertareal, Basel 1959–60
- Schulhaus, Bottmingen 1960
- Alterssiedlung, Karl-Jaspers-Allee, Gellertareal, Basel 1958–61
- Schulhaus Spiegelfeld, Progymnasium, Binningen 1961–62
- Wohnhaus und Atelier Moeschlin, Austr., Basel 1964
- Sportbad St. Jakob, Münchenstein 1965
- Schulhaus Breite, Realschule, Allschwil 1967–69
- Haus Sponagel, Riehen 1967–1969[18]
- Busdepot, Rankstrasse, Basel 1969–70
- Stahlskeletthaus, Hungerbachweg, Riehen 1969

## Belege
1. ↑  Wettbewerbsergebnis:Die Rohbauarbeiten. In: Das Werk. Band 38, Nr. 10, 1951, S. 146 (e-periodica.ch).
Ausgeführtes Bauwerk: Ernst Zietschmann: Niederholzschulhaus in Riehen bei Basel. In: Bauen + Wohnen. Band 8, Nr. 10, 1954, S. 314–317, doi:10.5169/seals-328784.
2. ↑  Max Sulzer: Das Flachdach oder die gestörte Bauordnung. In: Das Werk. Band 43, Nr. 3, 1956, S. 65, doi:10.5169/seals-33266.
3. ↑  N.N.: Wohnhaus am Hang in Dornach (Solothurn). In: Das Werk. Band 40, Nr. 5, 1953, S. 152 ff., doi:10.5169/seals-30969.
4. ↑  Ernst Zietzschmann: Gartenbad St. Jakob, Basel. In: Bauen + Wohnen. Band 9, Nr. 5, 1955, S. 336 ff., doi:10.5169/seals-329037.
5. ↑  Erwin Mühlestein: Rückblende: Gartenbad St. Jakob, Basel. In: Bauen + Wohnen. Band 25, Nr. 10, 1971, S. 467 ff., doi:10.5169/seals-334105.
6. ↑  N.N.: Raubtierhaus im Zoologischen Garten Basel. In: Das Werk. Band 43, Nr. 11, 1956, S. 348 ff., doi:10.5169/seals-33343.
7. ↑  N.N.: Nashornhaus im Basler Zoo. In: Bauen + Wohnen. Band 14, Nr. 12, 1960, S. 460 ff., doi:10.5169/seals-330503.
8. ↑  Walter Wurster: Zum Gedenken an Tibère Vadi. In: Werk, Bauen + Wohnen. Band 71, Nr. 6, 1984, S. 6 (e-periodica.ch).
9. ↑  Ernst Zietschmann: Behandlungstrakt des Frauenspitals Basel. In: Bauen + Wohnen. Band 20, Nr. 2, 1966, S. 77 ff., doi:10.5169/seals-332506.
10. ↑  N.N.: Eingriffe. Eine Typologie. In: Werk – Archithese. Band 66, Nr. 25–26, 1979, S. 50 f., doi:10.5169/seals-50761.
11. ↑  N.N.: Geschäftshaus in Basel. In: Bauen + Wohnen. Band 14, Nr. 12, 1960, S. 457 ff., doi:10.5169/seals-330502.
12. ↑  Martin Steinmann: Form und Dauer: Notizen zum architektonischen Denken von Roger Diener. In: Werk, Bauen + Wohnen. Band 89, Nr. 1, 2002, S. 20, doi:10.5169/seals-66440.
13. ↑  N.N.: Primarschule in Bottmingen. In: Bauen + Wohnen. Band 14, Nr. 11, 1960, S. 414 ff., doi:10.5169/seals-50761.
14. ↑  Ernst Zietzschmann: Progymnasium in Binningen bei Basel. In: Bauen + Wohnen. Band 20, Nr. 4, 1966, S. 130 ff., doi:10.5169/seals-332524.
15. ↑  Tibère Vadi: Vorfabrizierter Schulbau. In: Bauen + Wohnen. Band 24, Nr. 2, 1970, S. 57 ff., doi:10.5169/seals-347771.
16. ↑  Hans Bieri: Schulmöbel heute – Repression oder Befreiung? In: Bauen + Wohnen. Band 25, Nr. 1, 1971, S. 3 ff., doi:10.5169/seals-333969.
17. ↑  Luzia Knobel: Haus Sulzer. In: Gemeinde Lexikon Riehen.
18. ↑  Luzia Knobel: Haus Sponagel. In: Gemeinde Lexikon Riehen.